# Simfonia núm. 6 (Txaikovski)
La Simfonia núm. 6 en si menor, op. 74, és l'última simfonia de Piotr Ilitx Txaikovski. Va ser estrenada nou dies abans de la mort del compositor, el 28 d'octubre [C.J. 16 d'octubre] de 1893. També es coneix amb el nom de Simfonia Patètica (Патетическая), títol que li va ser atorgat pel germà del compositor, Modest Txaikovski.

## Breu història de la simfonia
«Crec que em serà donat d'escriure una simfonia exemplar: així probablement lluitaré fins al darrer alè per a atènyer la perfecció sense mai reeixir-hi.» Així escrivia l'any 1891 Txaikovski volent cercar a qualsevol cost concretar aquesta idea fixa que immediatament s'expressaria en una altra carta. «Se m'ha acudit la idea d'una altra simfonia, aquesta volta amb un programa que reste desconegut per a tothom, llevat que algú puga endevinar-lo: l'obra s'anomenarà "una simfonia amb programa"; aquest programa està farcit d'emocions subjectives i, en el transcurs del meu últim viatge, mentre hi pensava, sovint plorava. Ara, en tornar a casa, en menys de quatre dies he dissenyat l'esquema del primer moviment mentre en tinc ben clara a la ment l'estructura global. Hi haurà molta novetat en aquesta simfonia pel que fa a la forma.» Tot açò deia en una carta al seu nebot, atès que les relacions amb Nadejda von Meck ja s'havien trencat. Així, Txaikovski va posar-se a la feina de compondre la nova simfonia. «Com més m'endinse en l'orquestració, més difícil em resulta: vint anys abans l'hauria enllestida més aviat, sense pensar-hi amb tanta intensitat, i me n'hauria sortit bé. Ara m'he convertit en un vellard, sense fe en mi mateix. Durant dos dies sencers he estat coent a foc lent dues pàgines; no avance com voldria, però no abandone.»
Txaikovski va iniciar els esbossos el 16 de febrer [C.J. 4 de febrer] de 1893. L'orquestració va quedar enllestida a l'agost. Amb certs dubtes sobre el Finale, Txaikovski va decidir fer-ne una lectura privada als professors i estudiants del Conservatori de Moscou amb una execució a "porta tancada", el 21 d'octubre [C.J. 9 d'octubre] de 1893 per part d'una orquestra formada per alumnes del Conservatori sota la direcció de Vassili Safónov (1852-1918), pianista, director, professor i director del Conservatori moscovita, molt estimat pel compositor
El 28 d'octubre [C.J. 16 d'octubre] de 1893 el mateix Txaikovski va dirigir-ne l'estrena absoluta a la sala de reunions dels nobles a Sant Petersburg. El programa incloïa altres obres de Laroš i Mozart, així com el Concert per a piano núm. 1 de Txaikovski, amb Adele Aus der Ohe (1864-1937) com a solista, la qual també hi va interpretar algunes peces per a piano sol, com ara la Rhapsodie espagnole de Liszt
L'acollida va ser tèbia ja fos a causa de la regular direcció del compositor o pel Finale no especialment adequat per a arrencar els aplaudiments del públic.
L'autor va eixir desconsolat en companyia d'Aleksandr Glazunov per a un sopar ritual amb amics al Grand Hotel.
Dos dies després va trametre la partitura al seu editor per a la seua publicació, pregant-li que posara a la portada la dedicatòria al seu nebot Bob Davidov. Va ser publicada l'any 1894 amb el títol de «Patètica», suggerit, potser, pel seu germà Modest un dia abans de l'estrena, tot i que inicialment s'hi va suggerir «Tràgica», títol que no va agradar al compositor. Així i tot, el títol va ser suprimit per Txaikovski, i només ha sobreviscut per decisió de l'editor, posterior a la mort del compositor.
La simfonia va ser interpretada una segona vegada, després de la mort del compositor, esdevinguda el 6 de novembre [C.J. 25 d'octubre] de 1893, en una vetllada que de fet va revestir caràcter d'homenatge i amb un clar èxit. Era el 18 de novembre [C.J. 6 de novembre] de 1893 i al podi hi va participar el director d'orquestra Eduard Franzevič Nápravník (1839-1916), també compositor i amic de Txaikovski, el qual també havia estrenat les òperes La donzella d'Orleans, La dama de piques i Iolanta. La simfonia aniria guanyant gran celebritat amb el transcurs del temps.

## Una simfonia amb programa?
L'autor va afirmar haver compost la simfonia basant-se en un programa que no va revelar. La mort de Txaikovski pocs dies després de l'estrena fa de la Simfonia Patètica una mena de testament artístic en el qual conflueixen tots els estats emotius, espirituals i afectius que havien caracteritzat la seua agitada vida. La simfonia és lúgubre en la seua introducció, i evoluciona vers un lament, una marxa fúnebre o un vals, i a més conté dos allegros seguits, cosa insòlita per a una simfonia, sense oblidar el tema del destí, que apareix i torna a aparèixer-hi obsessivament, des de la intimitat de l'home, explotant enfora amb el seu melancòlic patetisme.

## Estructura
La simfonia està dividida en els quatre moviments habituals. No obstant això, l'ordre és inusual: en segon lloc hi ha el moviment amb forma de scherzo (solució ja practicada per Beethoven i Schumann). Però, a més, hi ha una novetat essencial: Txaikovski inverteix l'ordre dels dos darrers moviments, acabant l'obra per primera vegada en la història de la simfonia, amb un moviment lent.
- 1. Adagio – Allegro non troppo – Andante – Moderato mosso – Andante – Moderato assai – Allegro vivo – Andante come prima – Andante mosso (si menor, 4/4, 354 compassos)
- 2. Allegro con grazia (re major, 5/4, 178 compassos)
- 3. Allegro molto vivace (sol major, 4/4(12/8), 347 compassos)
- 4. Finale. Adagio lamentoso – Andante (si menor, 3/4, 171 compassos)

### Primer moviment
El primer moviment és en forma sonata amb una introducció lenta (cc. 1-18), una exposició formada per dos grups temàtics (cc. 19-88 i 89-160), una secció de desenvolupament (cc. 161-248), una represa (cc. 249-334) i una coda (cc. 335-354).
La introducció s'obre amb un tema exposat pel fagot acompanyat per les cordes greus, creant una fosca atmosfera. Aquest tema està format per la repetició en progressió d'una cèl·lula melòdica sobre la qual es basarà el tema principal del moviment, exposat a l'Allegro non troppo per les violes acompanyades pels violoncels. El tema és desenvolupat per l'orquestra fins a un breu sol de les violes que conclou en el segon grup temàtic, una tendra melodia en re major exposada pels primers violins i les violes amb sordina. Deu ser tocat, segons les indicacions del compositor a la partitura, teneramente, molto cantabile, con espansione. Després d'un episodi de transició en forma de cànon, es repeteix el segon tema per part de tots els violins i les violes sense sordina, acompanyats ara per l'orquestra sencera. Després d'un altre episodi de transició de caràcter líric, es repeteix de nou la melodia, aquesta volta en ppp i dolcissimo, pel clarinet sol, per a després apagar-se en un pppppp del fagot.
Amb un fortissimo inesperat s'inicia l'allegro vivo que constitueix la secció de desenvolupament del moviment. És una pàgina impetuosa i dramàtica, basada principalment en el primer tema. Al compàs 190, però, les trompes exposen en fff - marcato un fragment del segon tema, ràpidament engolit pel remolí general. En aquest punt, sobre un ostinato dels violoncels s'insereix una coral dels metalls, extret de la litúrgia ortodoxa, titulat "Repòs amb els Sants", que alternant-se amb motius introduïts per les fustes, les violes i els violoncels crea un nou crescendo que culmina en la represa en fff del tema principal del moviment. Després de la repetició en si major del segon grup temàtic, el moviment es tanca amb una coda basada en l'escala descendent de si major, tocada pels instruments de corda en pizzicato, i sobre la qual es recolza un nou coral dels instruments de vent.
Aquest primer moviment de la simfonia, que també és el més llarg, té una durada al voltant de 20 minuts.

### Segon moviment
El segon moviment es caracteritza pel seu insòlit compàs de 5/4. Cal dir que es tracta de la primera vegada que aquest compàs va ser usat en una simfonia (mentre al camp operístic ja havia estat emprat per exemple per François-Adrien Boieldieu en una ària de La Dame blanche). Txaikovski hi adopta el reagrupament 2+3 dels temps del compàs, el que dona la impressió de vals. Des d'un punt de vista formal, el moviment té l'estructura ABA de l'scherzo, al qual Txaikovski afegeix una coda basada en ambdues parts de la composició. Amb un tempo no gaire ràpid, aquest moviment s'insereix en el tipus de scherzos amb tempo moderat, predilectes de Brahms (per exemple en les seues tres primeres simfonies). El caràcter de la part A es troba ben descrit a les indicacions de tempo Allegro con grazia, i en efecte el moviment s'inicia com una pausa distensiva després del dramatisme del primer moviment. La part B (que en l'scherzo s'anomena "trio"), en si menor, aporta a la simfonia una atmosfera de malenconia i tristesa. Durant tota la durada del trio la melodia es basa en una fórmula rítmica d'un compàs repetit incessantment en diversos graus de l'escala i intervals i acompanyada d'un baix consistent a la repetició obsessiva en negres de la mateixa nota re per part dels fagots, timbales i contrabaixos (exactament 208 voltes). Després d'un episodi de transició on s'alternen les cèl·lules temàtiques del trio i el primer compàs del moviment, hi ha la represa de la part A. La coda inicia amb una frase singular de 8 compassos, en la qual una escala ascendent de re major de les cordes acompanya una escala descendent harmonitzada pels metalls amb notes llargues (dues per compàs). Després d'una alternança dels dos motius principals, el moviment es tanca sobre un acord pianissimo dels instruments de vent.
Alguns han definit aquest moviment com "un somriure entre les llàgrimes".

### Tercer moviment
El tercer moviment és gairebé un scherzo, basat en un diàleg entre els instruments de corda i els de vent, amb la introducció del tema, de tot el moviment, per part de l'oboè. El ritme es torna cada vegada més impetuós, amb una creixent potència sonora deguda particularment als metalls.

### Quart moviment
La simfonia conclou amb un Adagio lamentoso. La resignada desolació de la melodia descendent a les cordes, que esdevé encara més turmentada amb la participació dels quatre grups d'instruments, i a la qual respon el so apagat del fagot i de la flauta, introdueix immediatament el clima d'aquest moviment...

## Orquestració
- 3 flautes (III doblada a flautí), 2 oboès, 2 clarinets, 2 fagots
- 4 trompes, 2 trompetes, 3 trombons, 1 tuba
- timbales, bombo i plats, gong (ad libitum)
- instruments de corda

El bombo i els plats només s'utilitzen en el tercer moviment. El gong sona només una nota al quart moviment, al compàs 137. El sol de fagot al compàs 160 del primer moviment, que ha de fer-se pppppp, sovint es confia a un clarinet baix, un instrument no previst en la partitura original però que pot reproduir millor la dinàmica prescrita pel compositor.

## Enregistraments
- 1923 - Willem Mengelberg, New York Philharmonic, Victor
- 1930 - Serge Koussevitzky, Orquestra Simfònica de Boston, BMG
- 1930 - Oscar Fried, Royal Philharmonic, Lys
- 1937 - Willem Mengelberg, Koninklijk Concertgebouworkest
- 1938 - Wilhelm Furtwangler, Berliner Philharmoniker, Biddulph
- 1940 - Arturo Toscanini, Orquestra de Filadèlfia, BMG
- 1941 - Willem Mengelberg, Koninklijk Concertgebouworkest
- 1947 - Arturo Toscanini, NBC Symphony Orchestra, BMG
- 1949 - Evgeny Mravinsky, Orquestra Filharmònica de Sant Petersburg, BMG
- 1955 - Pierre Monteux, Orquestra Simfònica de Boston, Naxos
- 1956 - Evgeny Mravinsky, Orquestra Filharmònica de Sant Petersburg, DG
- 1958 - Eugene Ormandy, Orquestra de Filadèlfia, Columbia
- 1960 - Evgeny Mravinsky, Orquestra Filharmònica de Sant Petersburg, DG
- 1960 - Eugene Ormandy, Orquestra de Filadèlfia, Sony
- 1984 - Evgeny Mravinsky, Orquestra Filharmònica de Sant Petersburg, Erato (en viu)
- 1986 - Leonard Bernstein, New York Philharmonic, DG (live)
- 1991 - Mikhail Pletnev, Orquestra Nacional Russa, Virgin
- 1991 - Mstislav Rostropóvitx, National Symphony Orchestra, Sony
- 1995 - Valery Gergiev, Orquestra Kirov, Philips
- Ígor Markévitx, Orquestra Simfònica de Londres, Philips
- Fritz Reiner, Orquestra Simfònica de Chicago, RCA
- Pierre Monteux, Orquestra Simfònica de Boston, BMG

## Curiositats
Aquesta simfonia la dirigí de memòria, a l'Òpera de Kiev, només amb set anys Anatol Fistulari

## Ús en el cinema
- S'ha emprat en la banda sonora de dues pel·lícules del director finlandès Aki Kaurismäki: Tatjana i Kauas pilvet karkaavat.